# Dans le lit, le baiser
Pour les articles homonymes, voir Le Baiser.
Dans le lit, le baiser, aussi appelé Au lit, le baiser , est un tableau peint par Henri de Toulouse-Lautrec en 1892.

## Description
Toulouse-Lautrec a capturé l'instant où deux prostituées partagent un moment d'amour lesbien par un tendre baiser.
Il a successivement appartenu à Paul Gallimard, Paul Cassirer, Marie-Anne Goldschmidt-Rothschild, Maurice Rheims (vers 1965) et l'oligarque russe Dmitri Rybolovlev. Il a été vendu aux enchères le 9 novembre 2015 chez Christie's.

## La série
Le tableau fait partie d'une série de quatre œuvres, parmi lesquelles deux sont intitulées Dans le lit et une autre Au lit, le Baiser, vendu aux enchères le 3 février 2015 chez Sotheby's.

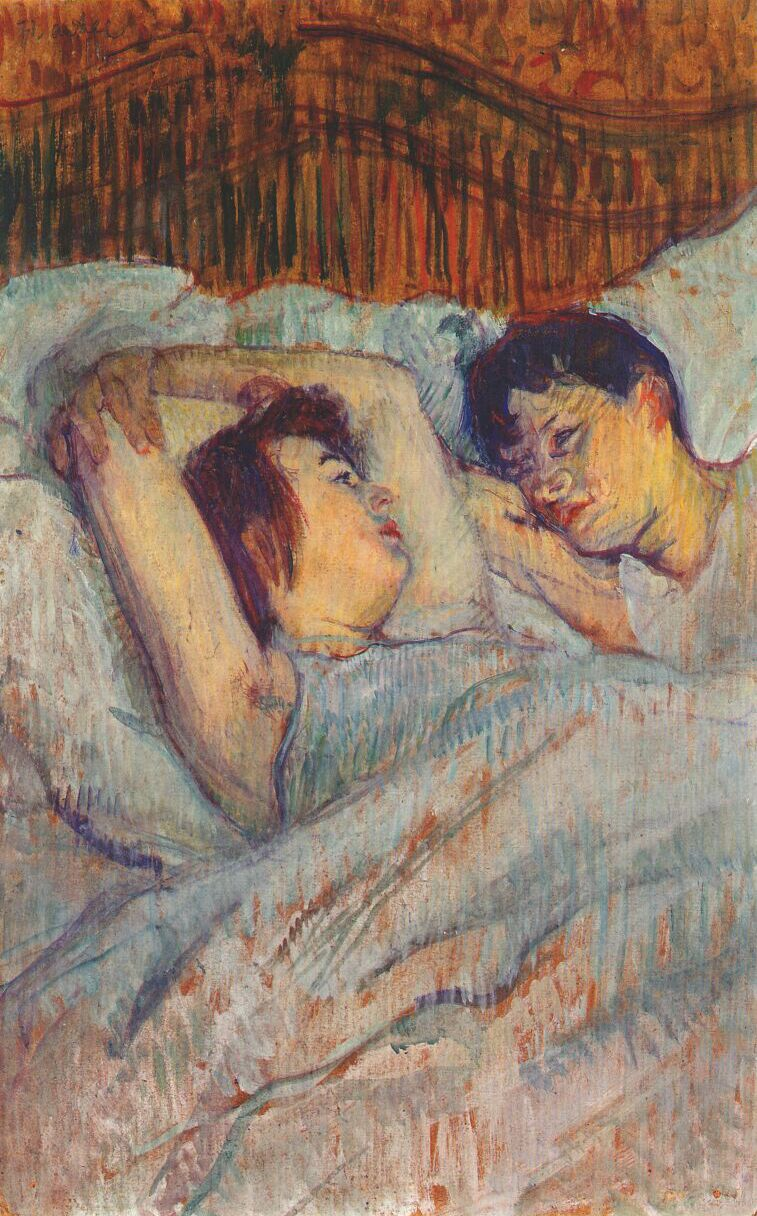
Dans le lit 1892.
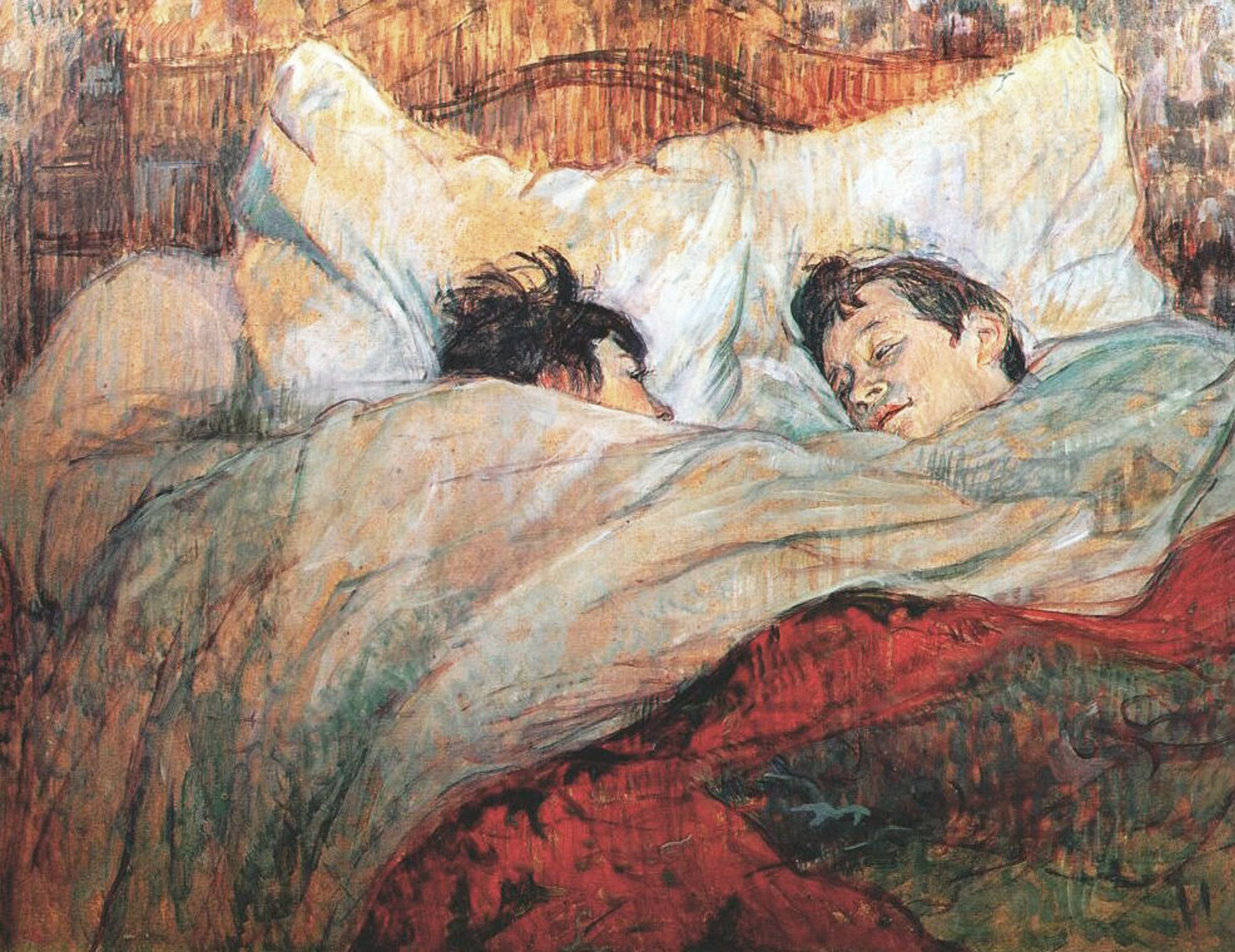
Dans le lit 1893.